# أل باكستر
أل باكستر (بالإنجليزية: Al Baxter)‏ هو لاعب اتحاد الرغبي ومهندس معماري أسترالي، ولد في 21 يناير 1977 في كانبرا في أستراليا.

## وصلات خارجية
- الموقع الرسمي
- أل باكستر عل موقع إسبنسكروم (الإنجليزية)
- أل باكستر على موقع ItsRugby.co.uk (الإنجليزية)